# Zhou Xiaochuan
Zhou Xiaochuan (chinês: 周小川, pinyin: Zhōu Xiǎochuān) (29 de janeiro de 1948) é um economista chinês. Foi o presidente do Banco Popular da China de 2002 a 2018.